# 콘수
콘수(Khonsu, Chonsu, Khensu, Khons, Chons, Khonshu)는 고대 이집트 신화에 등장하는 달의 신이다. 콘수라는 이름은 고대 이집트의 '여행하다'라는 단어에서 파생되었다. 후에 달의 신이라는 개념은 토트에게 옮겨졌다.

## 같이 보기
- 이집트 신화